# The Secret Team
The Secret Team: The CIA and Its Allies in Control of the United States and the World es un libro escrito por L. Fletcher Prouty, un excoronel de la  Fuerza Aérea de Estados Unidos, publicado en 1973.  

## Descripción
De 1955 a 1963 Prouty fue el oficial de Punto Focal para los contactos entre la CIA y el Pentágono sobre cuestiones relacionadas con el apoyo militar para operaciones especiales, pero no fue asignado a la CIA y no está obligado por ningún juramento de secreto.  Fue uno de los primeros libros que contaron todo acerca del funcionamiento interno de la CIA y fue una influencia importante en la película de Oliver Stone, JFK. Pero el principal objetivo del libro es cómo la CIA comenzó como un think tank para analizar inteligencia obtenida de fuentes militares pero creció hasta el monstruo que se ha vuelto. La CIA no tenía autoridad para ejecutar a sus propios agentes o llevar a cabo operaciones encubiertas pero rápidamente hicieron ambos y mucho más. Este libro dice acerca de las cosas que se hicieron realidad y mucho acerca de cómo funcionan.

Este es el juego fundamental del equipo secreto. Tienen este poder porque ellos controlan el secreto y la inteligencia secreta y tienen la capacidad de aprovechar el más moderno sistema de comunicaciones en el mundo, de los sistemas de transporte global, de cantidades de armas de todo tipo y cuando sea necesario, el pleno apoyo de una estructura de base del apoyo militar de Estados Unidos en todo el mundo. Pueden utilizar el sistema de inteligencia más fino del mundo, y lo más importante, han sido capaces de operar bajo el dosel de un enemigo omnipresente, supuestamente llamado comunismo. Será interesante ver qué enemigo se desarrolla en los años venideros. Parece que Ovnis y extraterrestres están preparados para cumplir esa función para el futuro. Para colmo de todo esto, está el hecho de que la CIA, sí, ha asumido el derecho para generar y dirigir operaciones secretas.
 L. Fletcher Prouty, Alexandria, VA 1997

## El Equipo secreto
El equipo de secreto, o ST, es una frase acuñada por L. Fletcher Prouty en 1973, alegando una alianza secreta entre las Fuerzas Armadas de los Estados Unidos, Comunidad de Inteligencia  y sectores privados para influir en las decisiones políticas. La frase sugiere la existencia de una alianza secreta entre ciertas personas dentro de la comunidad de inteligencia de Estados Unidos, la industria militar privada de Estados Unidos estadounidense, que utilizan su riqueza colectiva, influencia y recursos para manipular los eventos actuales para dirigir las políticas públicas y maximizar las ganancias. El término es peyorativo porque acusa a las organizaciones de priorizar sus fortunas personales por encima de los intereses nacionales, así como eliminar cualquier oposición, ya sea a través de propaganda dirigida o asesinato.
La frase ha sido utilizada por el Instituto Crístico en su investigación del Atentado de La Penca en Nicaragua.

### La presunta predicción de Eisenhower
Según la teoría, la existencia del ST fue predicha y advirtida por el presidente Dwight D. Eisenhower en su discurso de despedida a la nación en 1961 cuando habló del complejo militar-industrial. La teoría afirma que tras ocho años de exposición a la creación de la defensa estadounidense como Presidente, Eisenhower sabía que una cantidad desproporcionada de influencia que descansaba en las manos de la ST, y advirtió al público que esta influencia amenazó la pureza de la democracia norteamericana.